# Rivière Kogaluc
Rivière Kogaluc är ett vattendrag i Kanada. Det ligger i provinsen Québec, i den östra delen av landet, 1 600 km norr om huvudstaden Ottawa.